# بادولاتو
بادولاتو (به ایتالیایی: Badolato) یک کومونه در ایتالیا است که در استان کاتانزارو واقع شده‌است.

## خصوصیات
بادولاتو ۳۴٫۱ کیلومترمربع مساحت و ۳٬۱۵۲ نفر جمعیت دارد و ۲۴۰ متر بالاتر از سطح دریا واقع شده‌است.

## خواهرخوانده
شهر وتزیکون خواهرخواندهٔ بادولاتو هست.